# Henry Moore
Sir Henry Spencer Moore, (Castleford, Yorkshire, 1898. július 30. – Much Hadham, 1986. augusztus 31.) brit képzőművész, a 20. század egyik legjelentősebb szobrászművésze.
Egy bányászcsalád hetedik gyermekeként született. Képzőművészeti tanulmányait csak huszonegy éves korában kezdte meg, mert 1917–1918-ban katona volt az első világháborúban. 1919-től Leedsben tanult szobrászatot, a húszas évek elején lett a londoni Royal College of Art ösztöndíjasa. Eleinte a nagy klasszikus mestereket követte, majd a prekolumbián szobrászat elemzése nyomán kialakult egyéni, másokkal össze nem téveszthető stílusa. Absztrakt szobrokkal az 1930-as években kezdett foglalkozni. Kiállításai egyszerre váltottak ki rajongást és elutasítást, a Morning Post például a „csúfság kultuszával” vádolta meg.

## Művei magyarul
- A szobrászatról; utószó Sík Csaba, ford. Mándy Stefánia; Helikon, Bp., 1985

## Szobrok

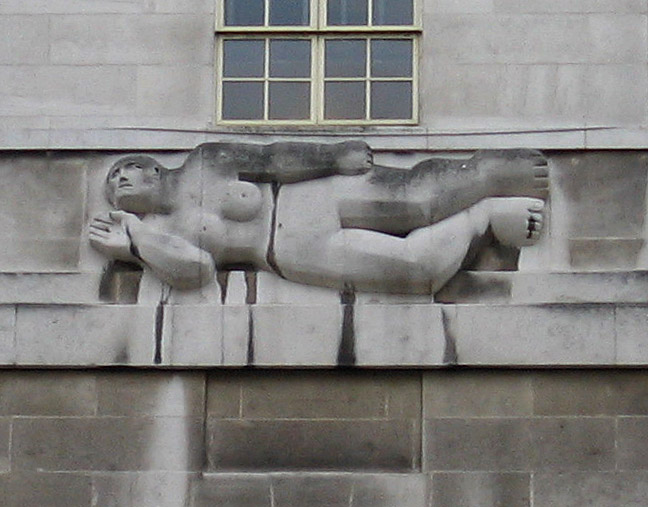
West Wind (1928) Portland stone, 55 Broadway, London
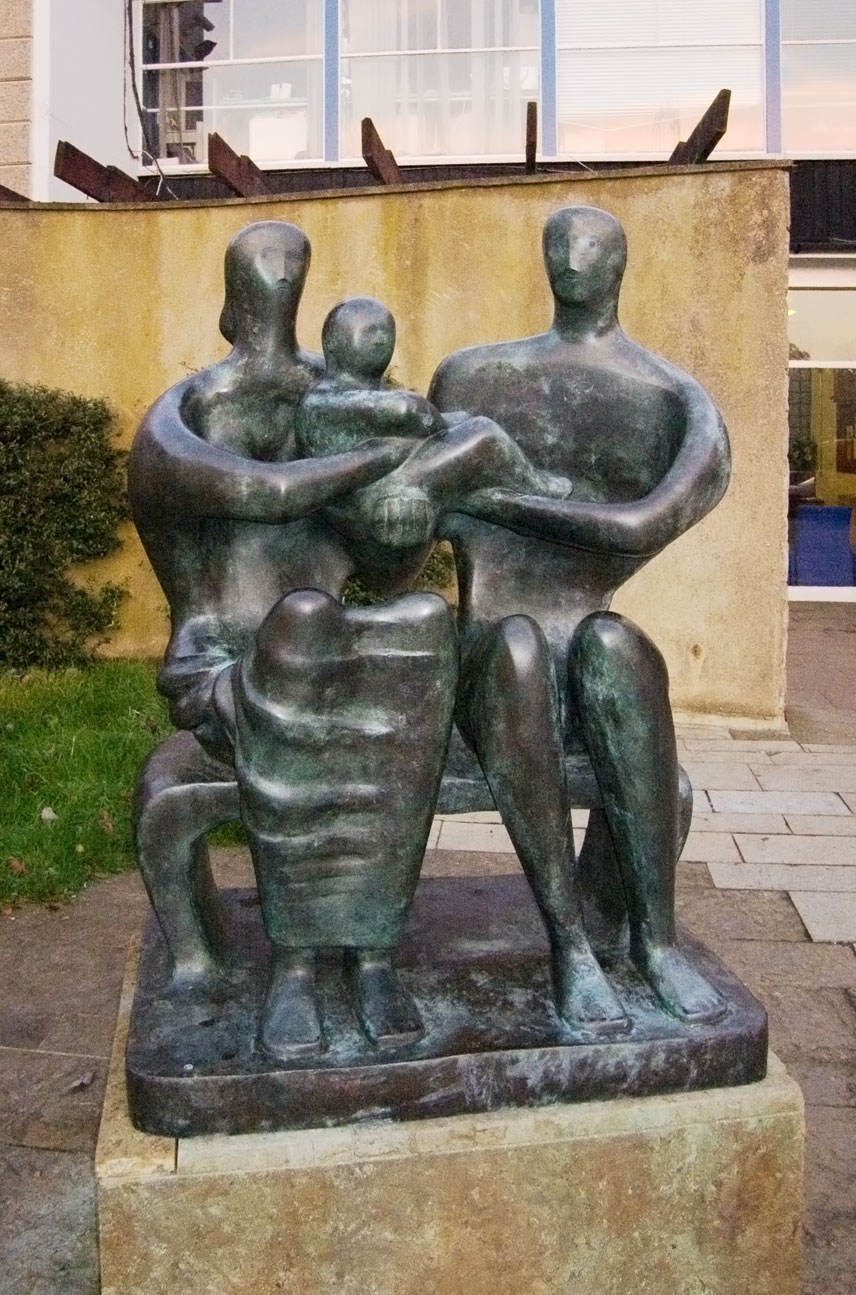
Family Group (1950) bronze, Barclay School, Stevenage
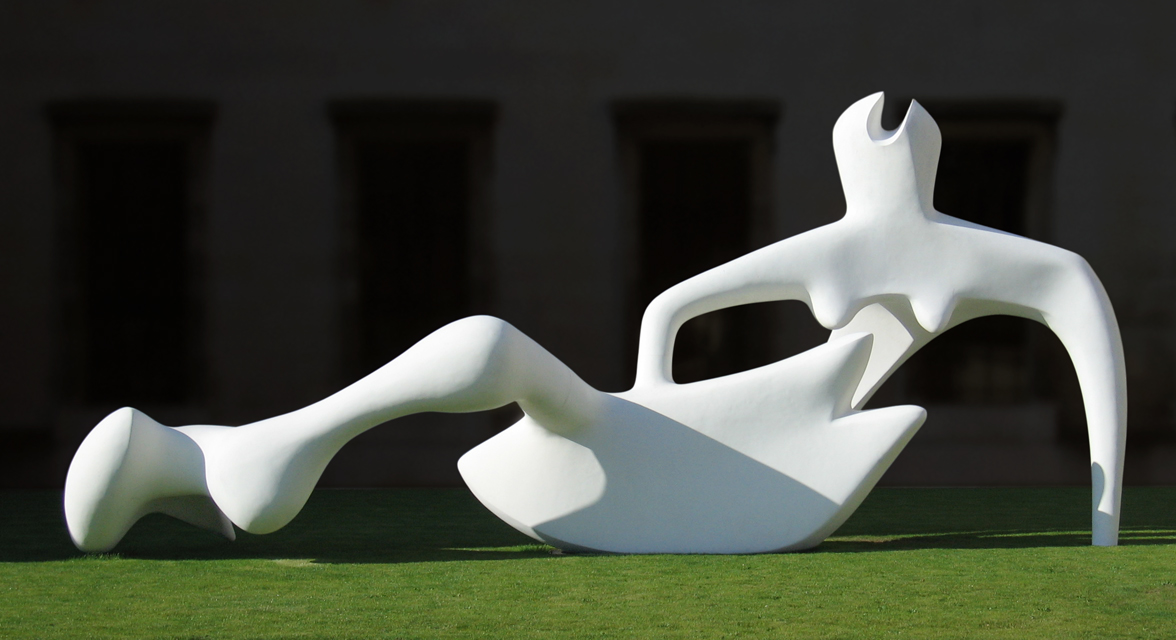
Reclining Figure (1951) painted plaster, Fitzwilliam Museum, Cambridge
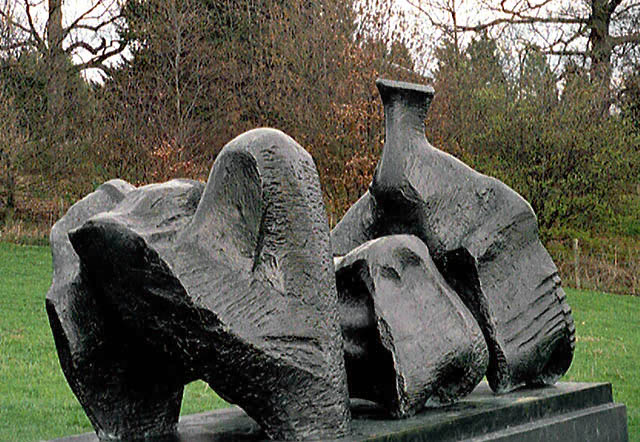
Three Piece Reclining Figure No. 1 (1961) bronze, Yorkshire sculpture park
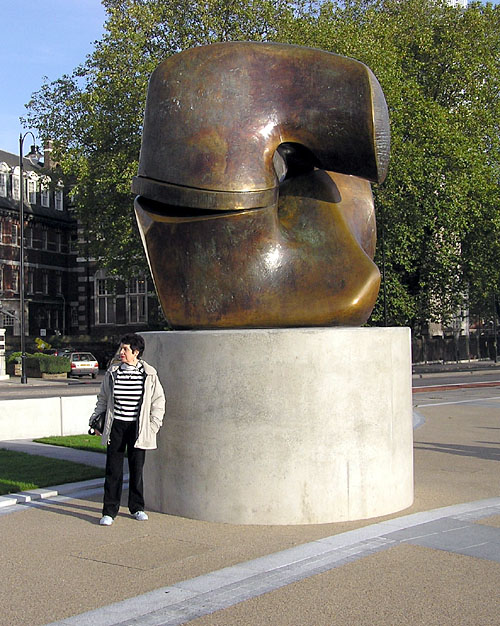
Locking Piece (1963) bronze, on the bank of the River Thames, London
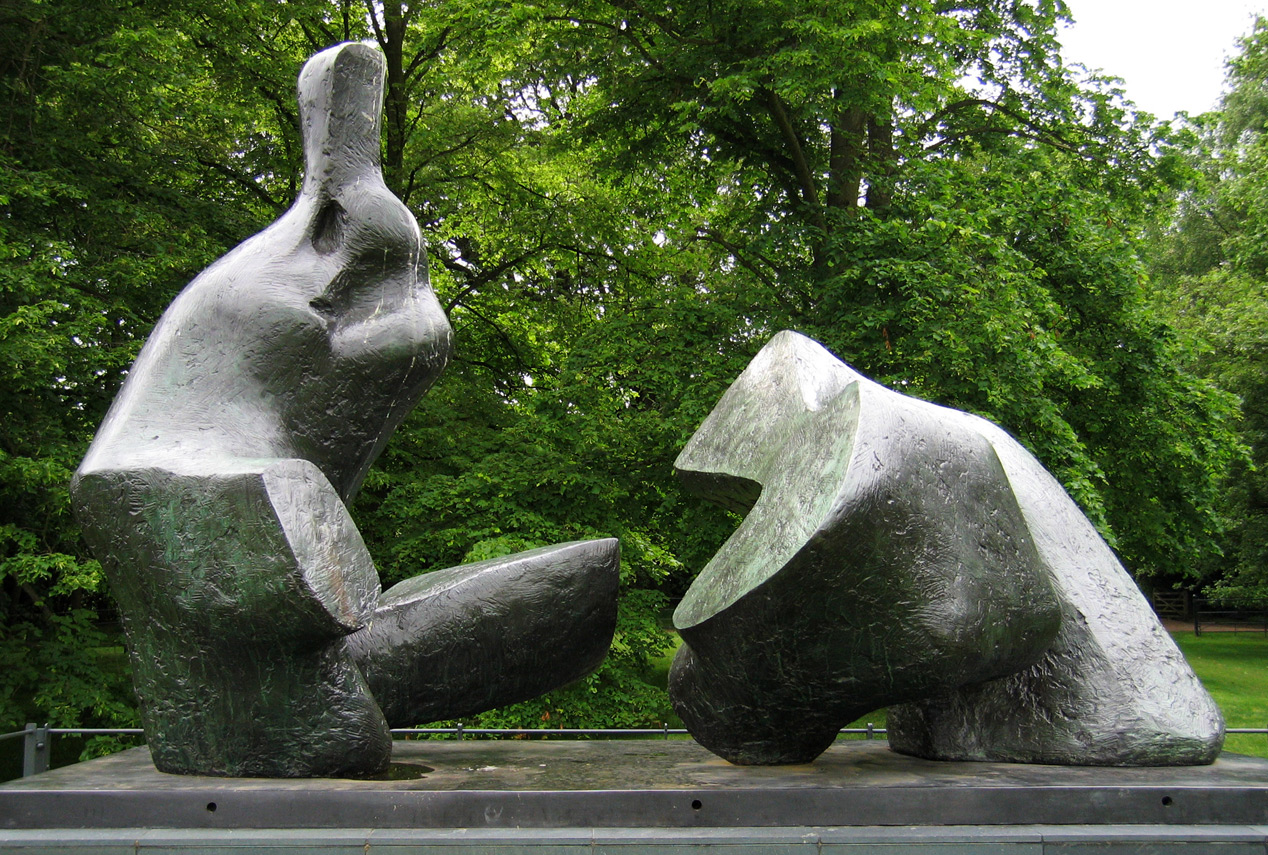
Two Piece Reclining Figure No. 5 (1963-64) bronze, Kenwood House, London
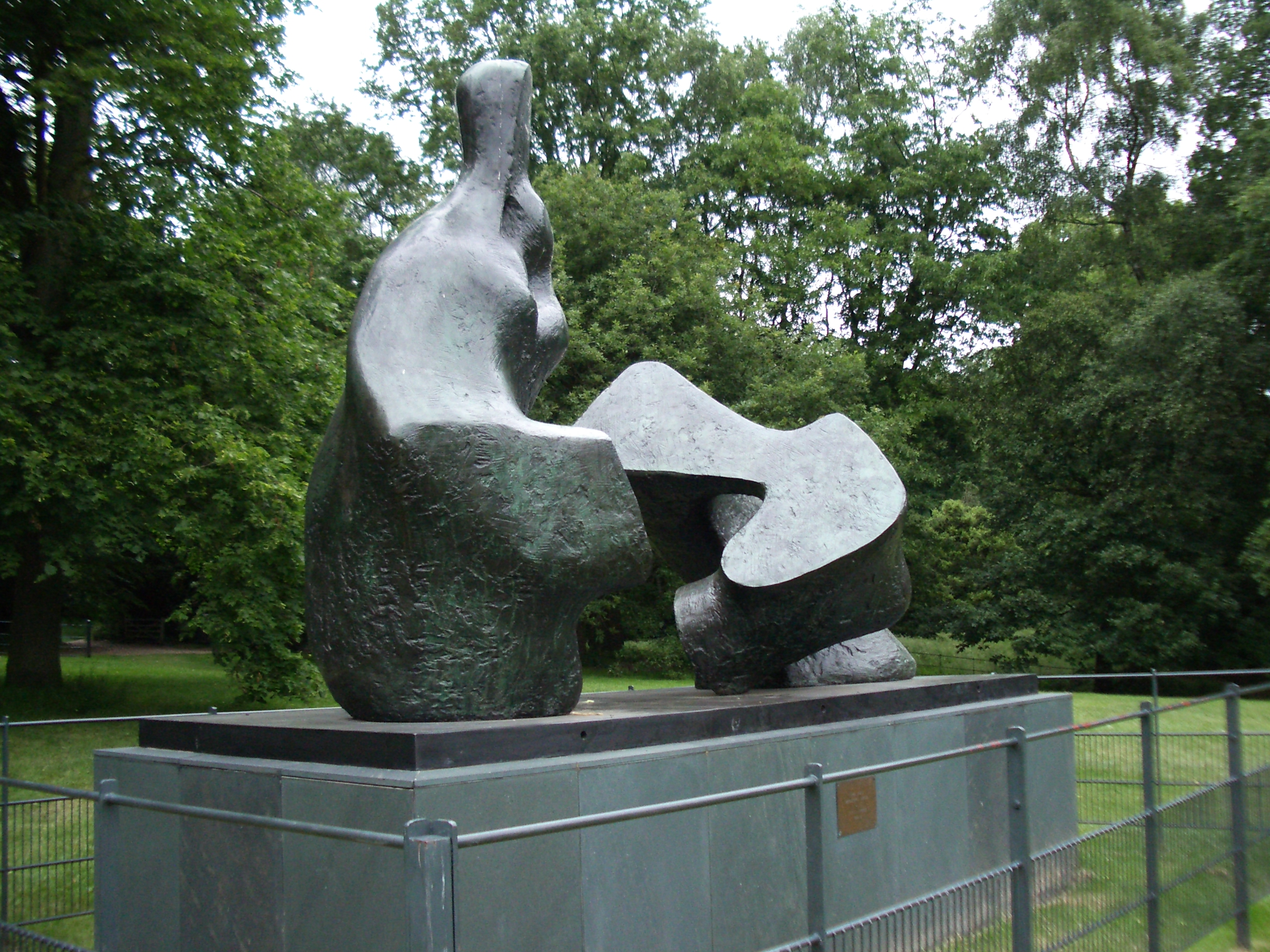
Two Piece Reclining Figure No. 5 (1963-64) bronze, Kenwood House, London
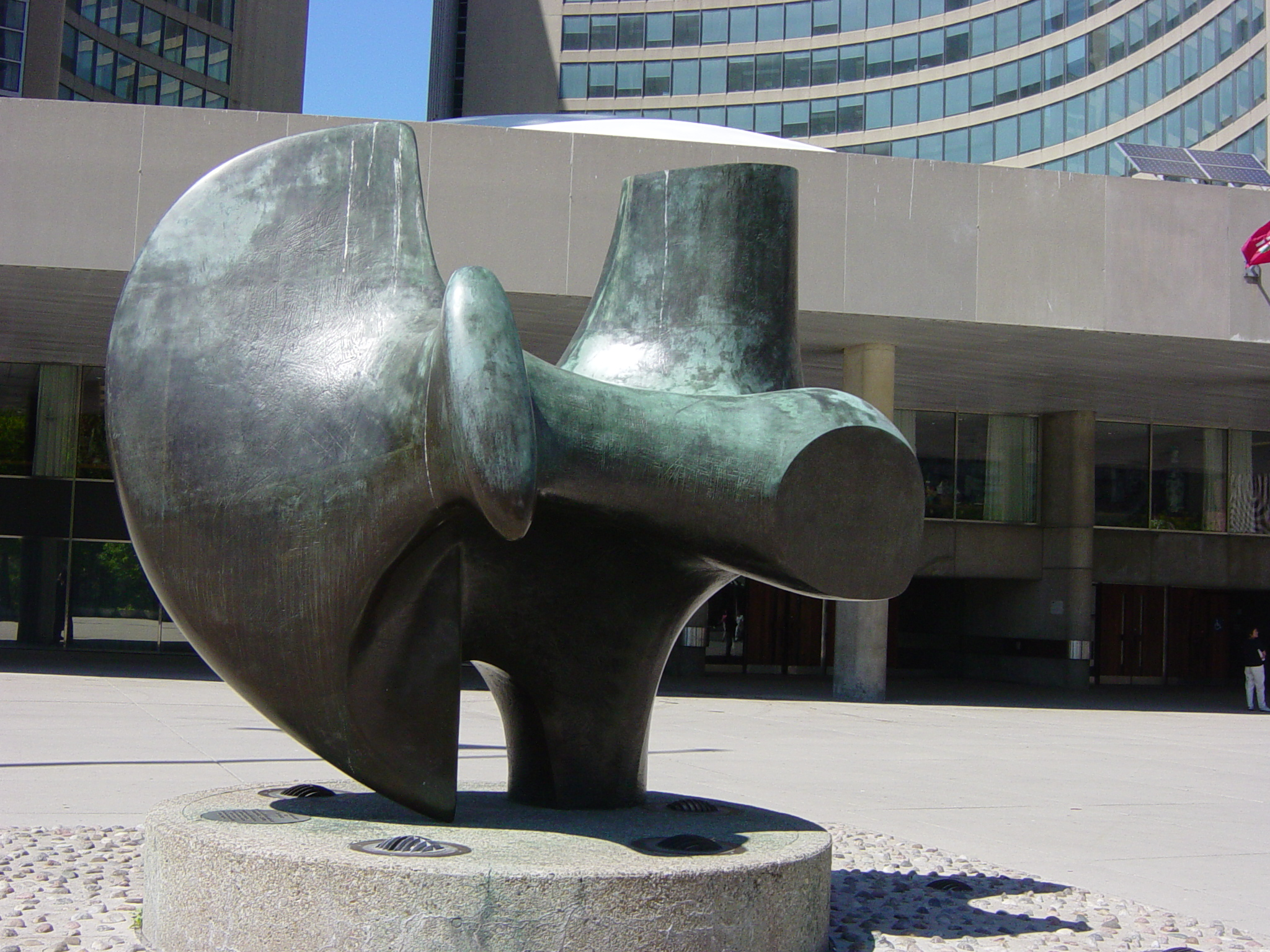
Three Way Piece No. 2 (The Archer) (1964-65) Toronto City Hall Plaza
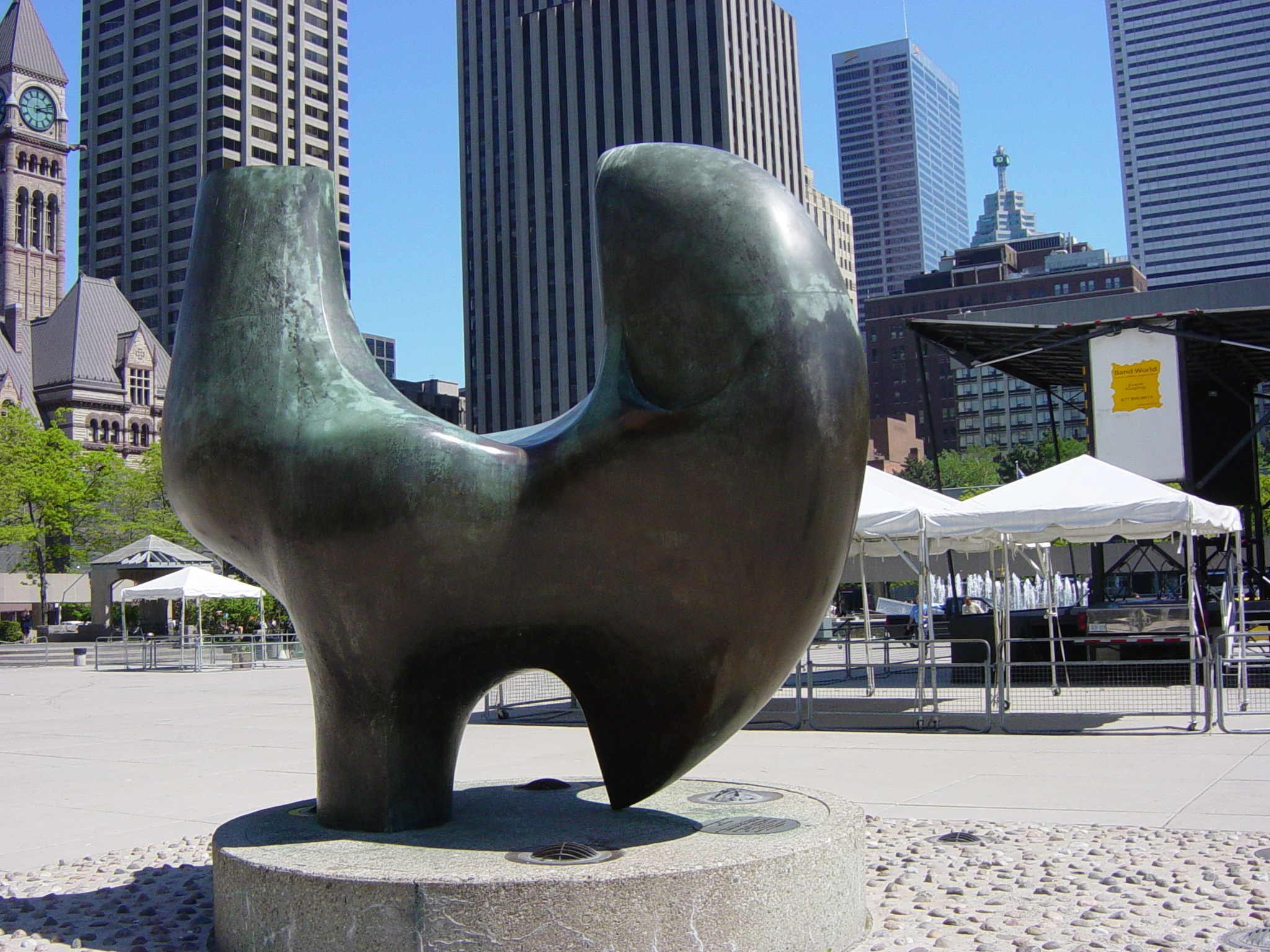
Three Way Piece No. 2 (The Archer) (1964-65) Toronto City Hall Plaza
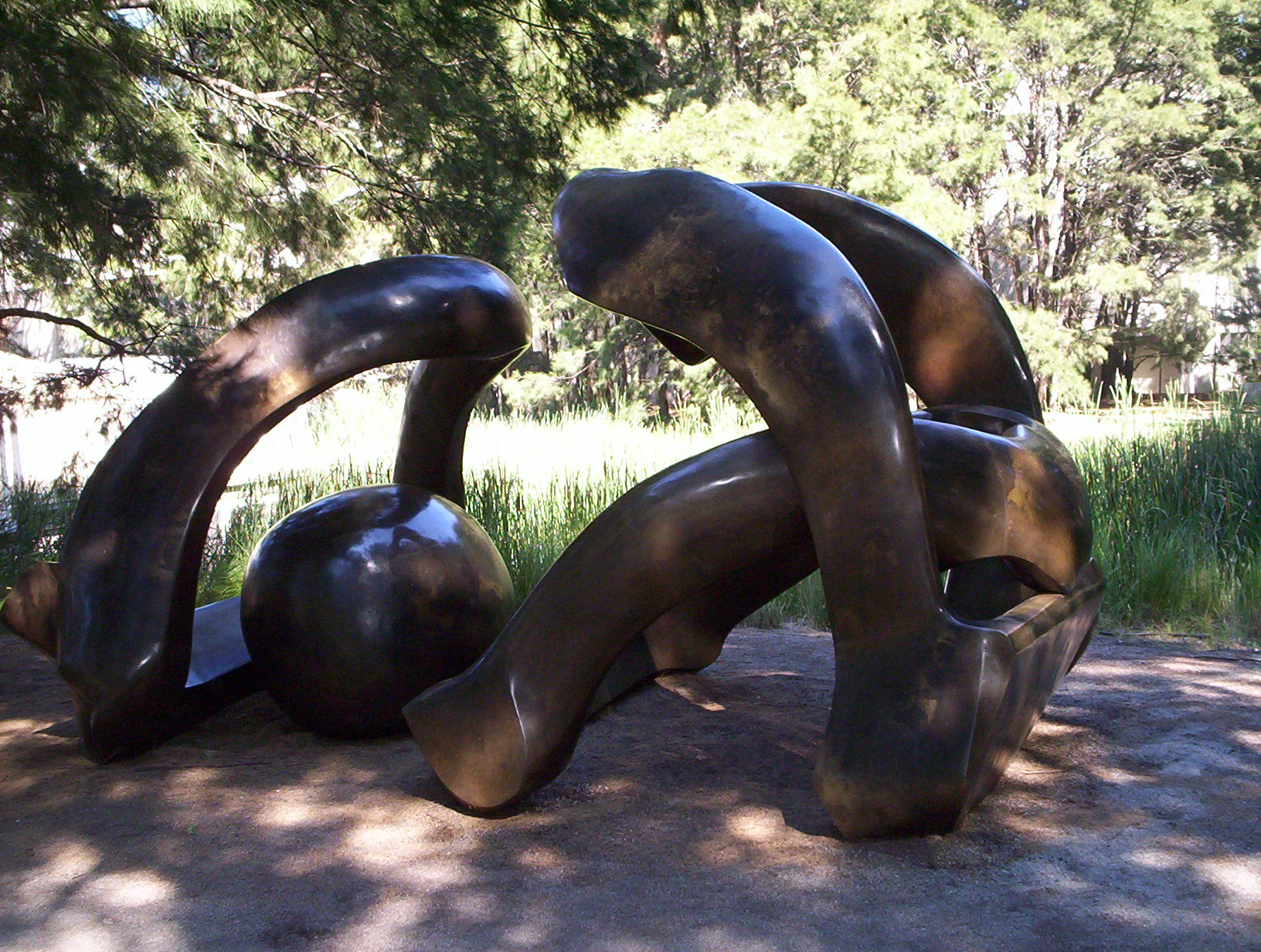
Hill Arches (1972-73) bronze, National Gallery of Australia
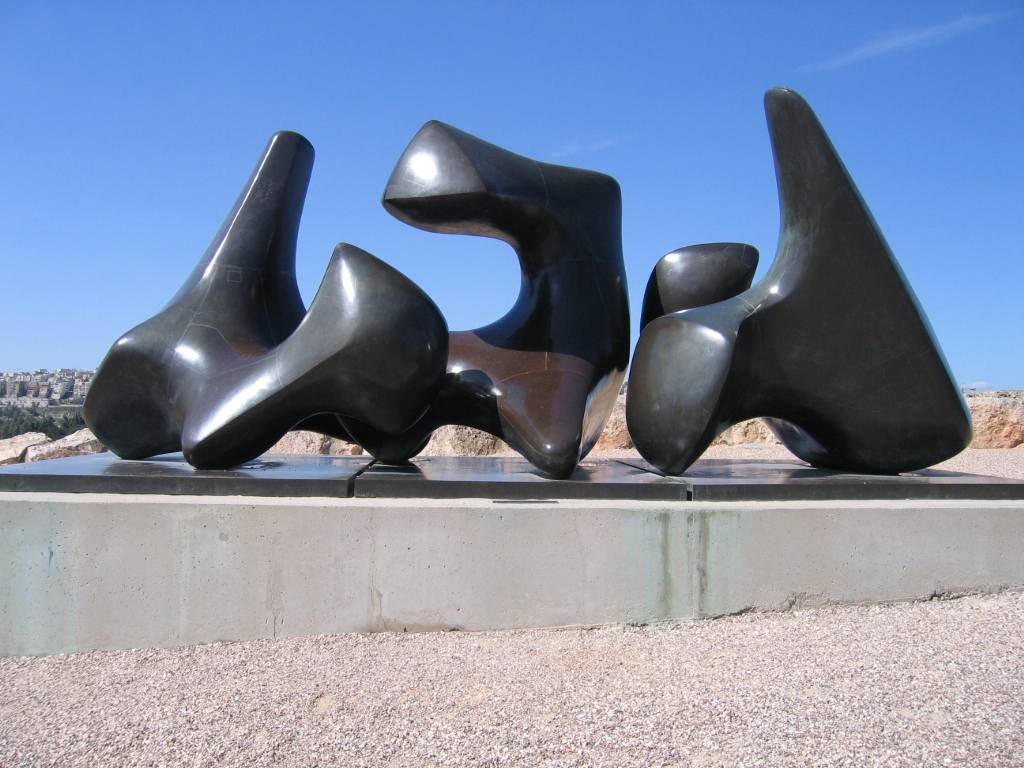
Three Forms: Vertebrae (1968-69), at the Israel Museum in Jerusalem.
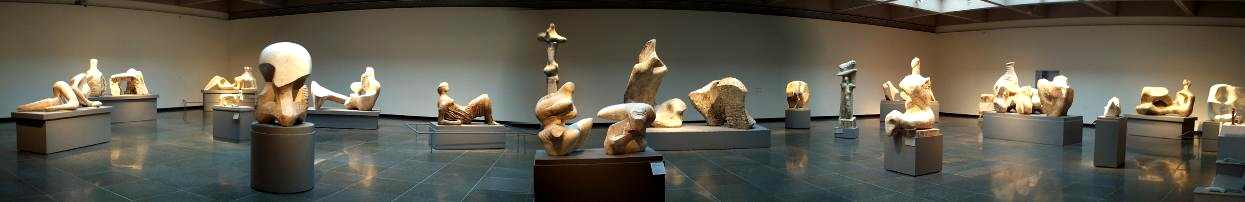
Large selection of sculptures, Art Gallery of Ontario
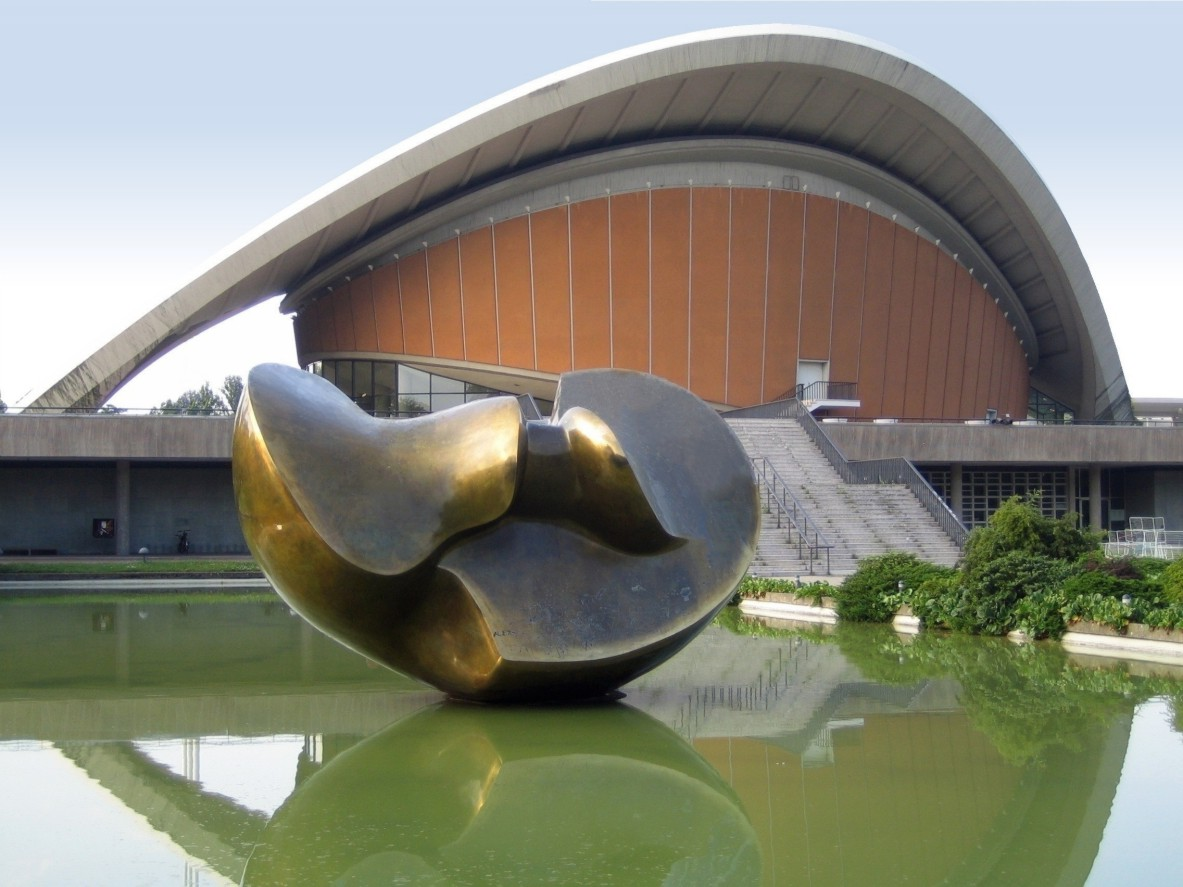
Kongreßhalle in Berlin with Large Divided Oval: Butterfly (1985?)
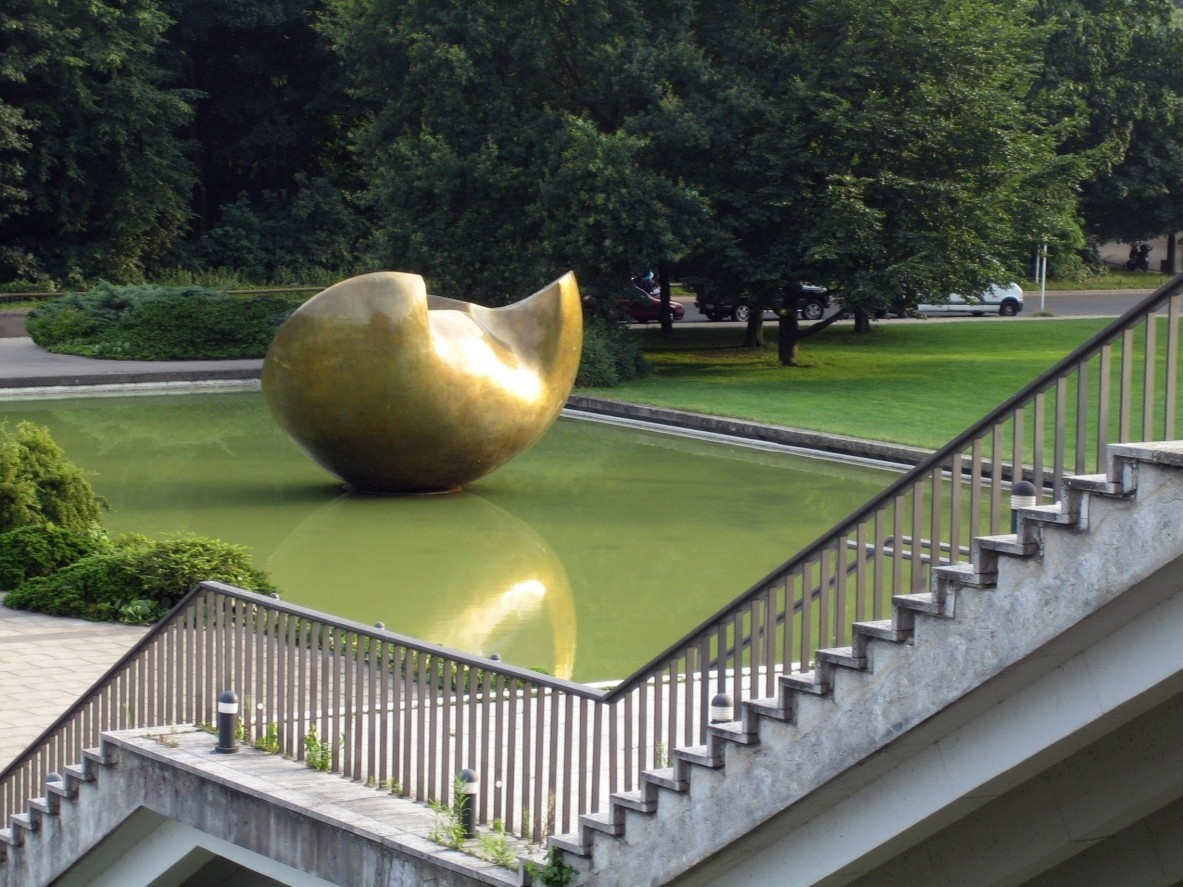
Kongreßhalle in Berlin with Large Divided Oval: Butterfly (1985?)
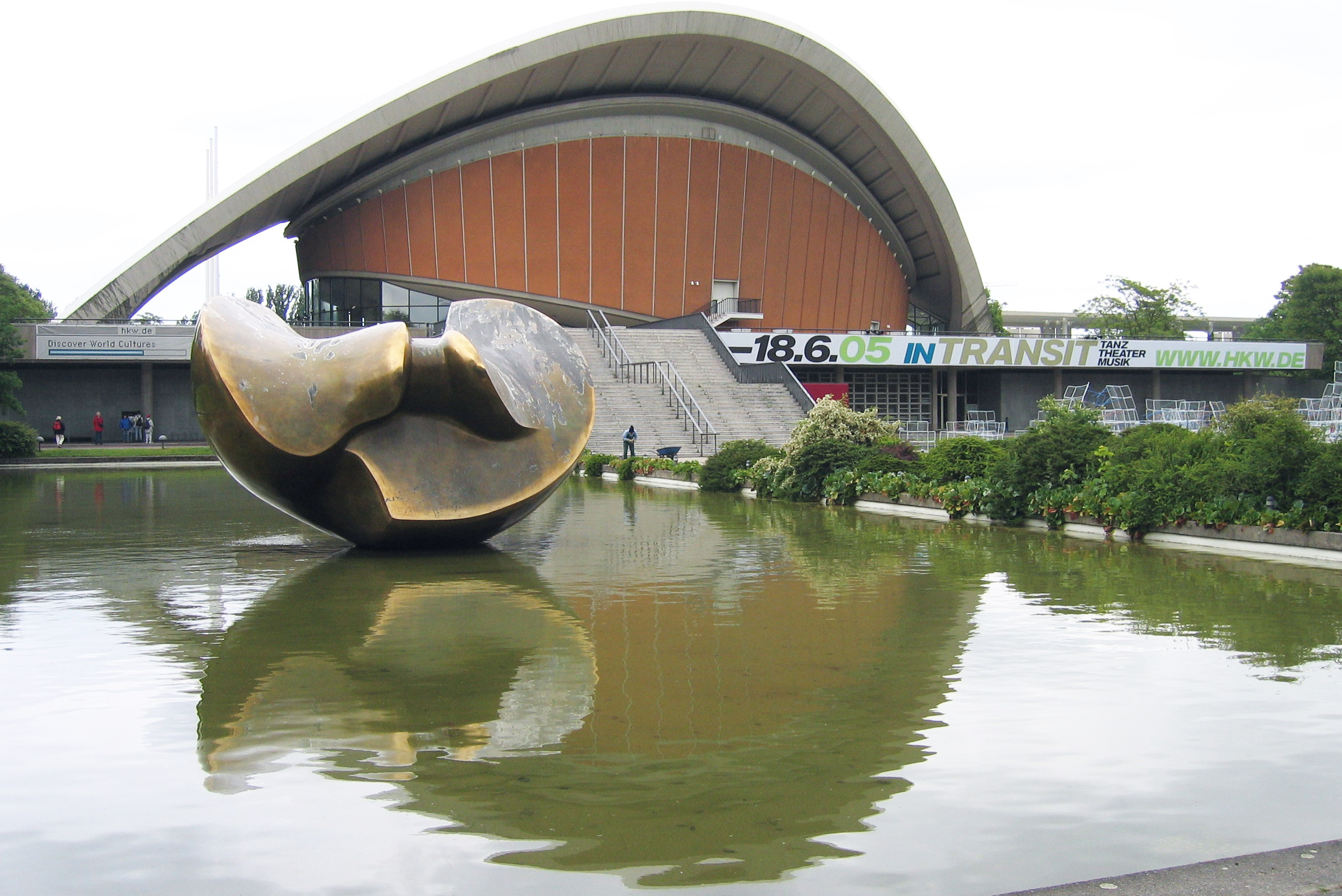
Kongresshalle in Berlin with Large Divided Oval: Butterfly (1985?)
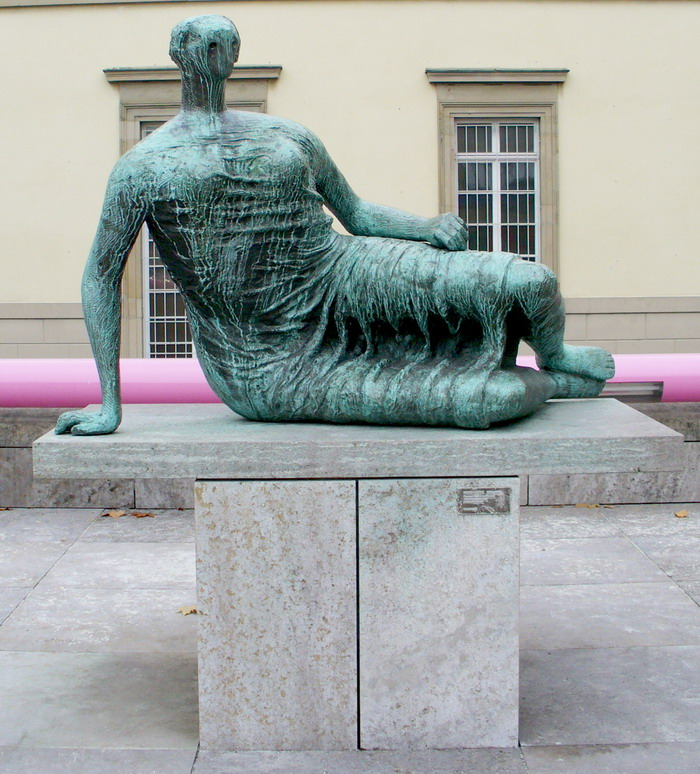
Die Liegende in Stuttgart Staatsgalerie
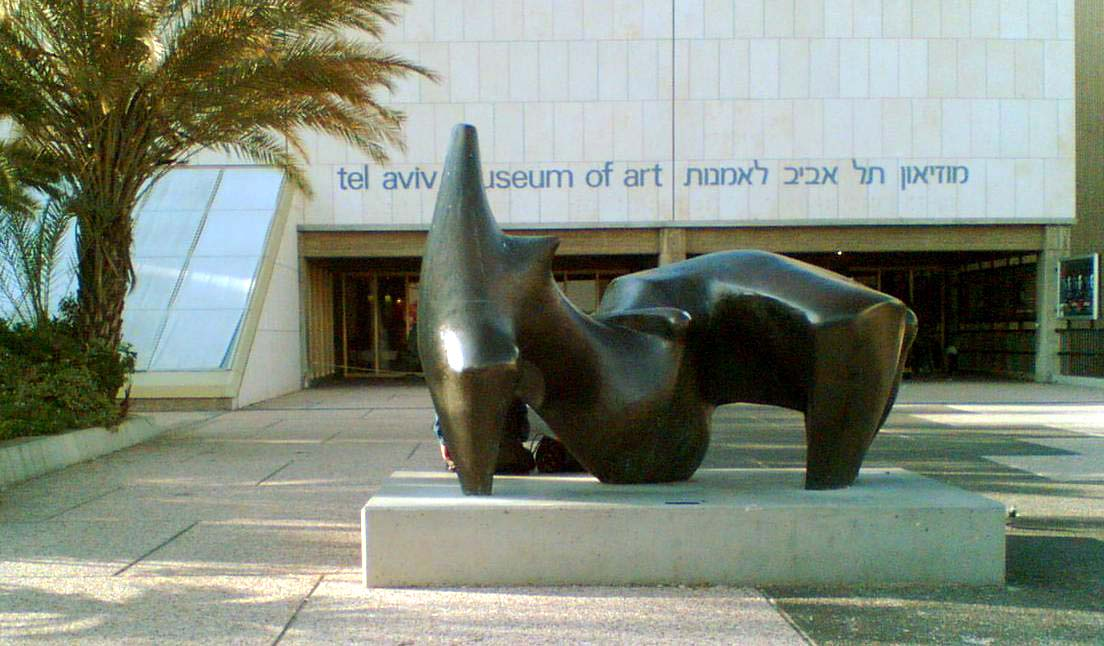
Sculpture in front oh the Tel Aviv Museum of Art
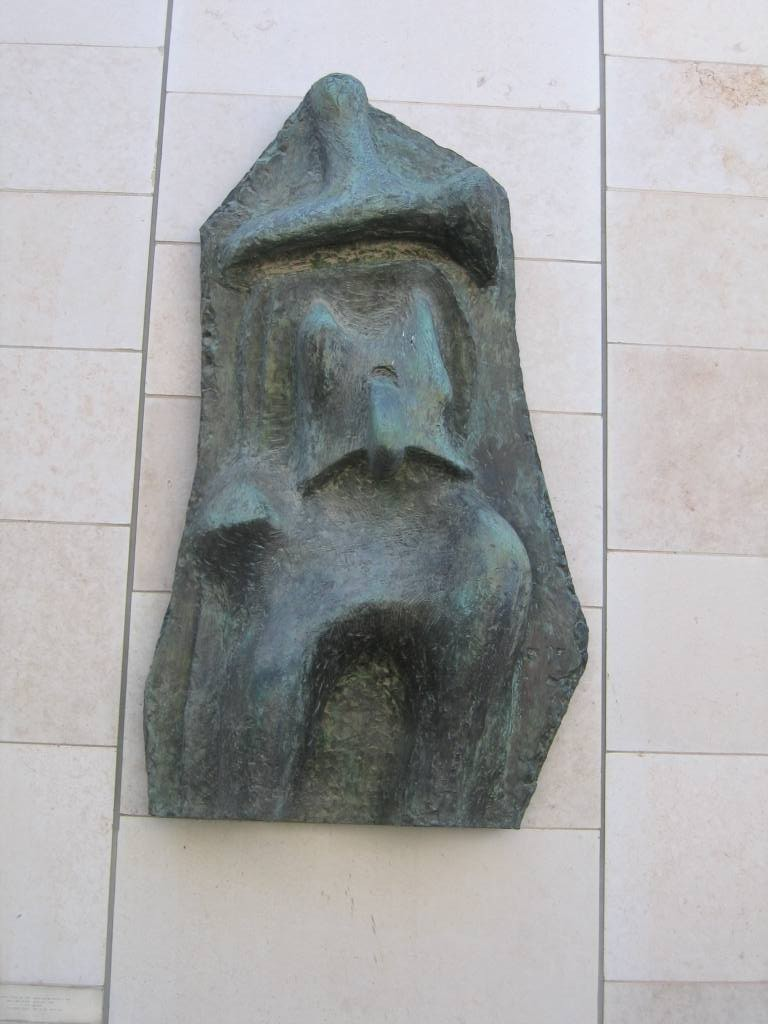
relife 1 (1959) at the Israel Museum, Jerusalem.
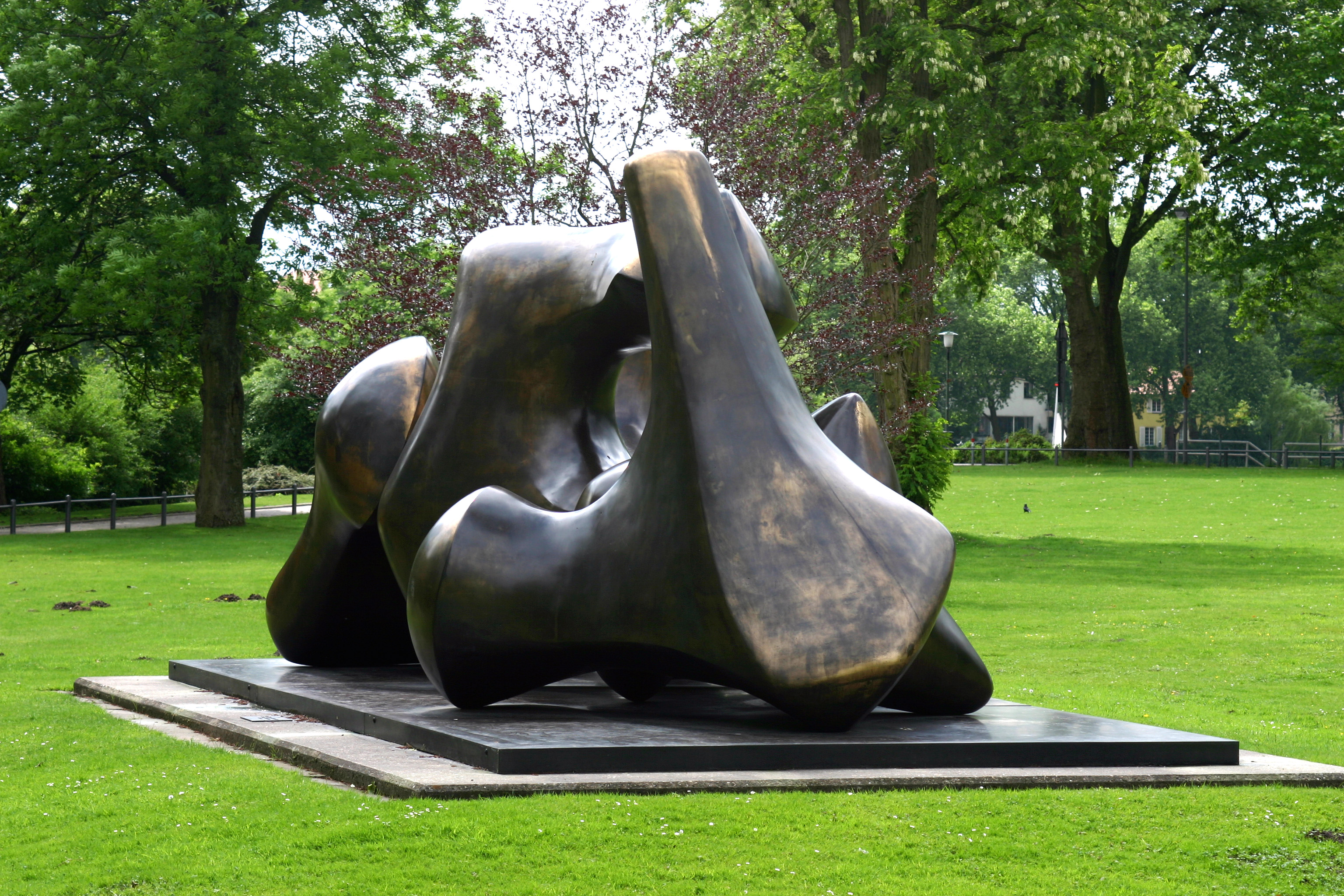
Large Vertebrae (Wirbel) 1967/68 - Münster, Germany Himmelreichallee